# Encoptolophus fuliginosus
Encoptolophus fuliginosus är en insektsart som beskrevs av Bruner, L. 1905. Encoptolophus fuliginosus ingår i släktet Encoptolophus och familjen gräshoppor. Inga underarter finns listade i Catalogue of Life.